# John Irving
 (novembre 2011).
Si vous disposez d'ouvrages ou d'articles de référence ou si vous connaissez des sites web de qualité traitant du thème abordé ici, merci de compléter l'article en donnant les références utiles à sa vérifiabilité et en les liant à la section « Notes et références ».
Pour les articles homonymes, voir Irving et John Irving.
Œuvres principales
- Le Monde selon Garp
- L'Œuvre de Dieu, la Part du Diable
- Une prière pour Owen

John Winston Irving, né John Wallace Blunt Junior le 1er mars 1942 à Exeter, New Hampshire (États-Unis), est un romancier et scénariste canado-américain. Son quatrième roman, Le Monde selon Garp, paru en 1978, lui a apporté une reconnaissance internationale qui fait de chacune de ses nouvelles productions un bestseller. Il s'est vu récompenser en 2000 par un Oscar du cinéma pour le scénario de L'Œuvre de Dieu, la Part du Diable (The Cider House Rules) adapté de son sixième ouvrage. Son œuvre est traduite dans une quarantaine de langues.

## Biographie

### Naissance et jeunesse
John Irving naît à Exeter (New Hampshire), dans des circonstances qui ont depuis alimenté les thèmes et l'action de plusieurs de ses romans : sa mère Helen, une descendante des Winslow, l'une des plus anciennes et plus distinguées familles de Nouvelle-Angleterre, le met au monde hors-mariage, en refusant de dévoiler l'identité du père de l'enfant. Helen Winslow se marie plus tard avec Colin F. Irving, professeur à la prestigieuse Phillips Exeter Academy. John Winslow devient alors John Irving, prenant le nom de son père adoptif. Jusqu'au milieu du XXe siècle, il ne cherche pas à découvrir l'identité de son père biologique : « J'avais déjà un père », dit-il. Il apprend beaucoup plus tard, à 60 ans, le nom de son géniteur, John Blunt Sr., alors que celui-ci est déjà mort. Le fait de n'avoir pas connu son père est à l’origine de l'un de ses romans, Je te retrouverai, et a marqué beaucoup de ses œuvres, les femmes y élevant souvent leurs enfants seules. Étant né durant la Seconde Guerre mondiale, les blessés de guerre sont souvent présents dans ses livres comme en témoigne L'Œuvre de Dieu, la Part du Diable.
John Irving fait ses études à Exeter, où il est un étudiant médiocre, à cause d'une dyslexie alors non diagnostiquée, mais un lutteur exceptionnel. L'émancipation des femmes, la lutte et la vie universitaire en Nouvelle-Angleterre occupent une place importante dans ses romans, en particulier dans Le Monde selon Garp et Une prière pour Owen. Le cadre principal de ces deux romans est celui de la Phillips Exeter Academy.

### Études

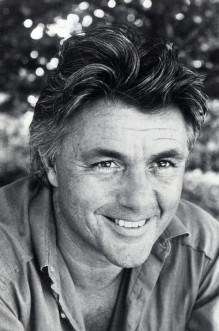
John Irving

Pendant ses études à Exeter, John Irving est conseillé par Frederick Buechner (en), romancier et célèbre théologien presbytérien et George Bennett, professeur de littérature, qui plus tard l’aideront à accéder au Iowa Writers' Workshop (Atelier des écrivains de l'Iowa), le plus prestigieux des programmes de diplômés en littérature américains, à l'époque le seul du genre. John Irving étudie brièvement à l'Université de Pittsburgh et obtient finalement son diplôme de l'Université du New Hampshire.
Dans l’Iowa, John Irving étudie aux côtés des futurs romanciers Gail Godwin, John Casey, and Donald Hendrie, Jr., entre autres. Il est alors conseillé par Kurt Vonnegut, Jr..
En 1963, il obtient une bourse pour aller étudier à l’étranger et c’est à Vienne en Autriche que John Irving rencontre sa première femme Shyla Leary, étudiante en histoire de l’art. Ils se marient, Shyla étant enceinte, et ont finalement deux garçons, Colin (1965) et Brendam (1969), pour divorcer au milieu des années 1980. John Irving se remarie alors avec son agent Janet Turnbull, avec laquelle il aura un troisième fils, Everett.

### Premiers écrits
La carrière de John Irving démarre à l’âge de 26 ans avec la publication de son premier roman, Liberté pour les ours !. Le livre est relativement bien accueilli par la critique mais n'est pas un succès d’édition. Ses deuxième et troisième romans L'Épopée du buveur d'eau et Un Mariage poids moyen sont accueillis de la même manière. Frustré par le manque de promotion de ses romans assuré par sa première maison d’édition Random House, il choisit d’offrir son quatrième roman Le Monde selon Garp, partiellement autobiographique, (1978) à Dutton Books qui lui promet un effort marketing plus important. Le roman est un best-seller international et un phénomène culturel. Il est plus tard porté à l’écran par George Roy Hill dans un film mettant en scène Robin Williams dans le rôle de Garp et Glenn Close dans celui de sa mère. John Irving y fait une brève apparition lors de l’un des matchs de lutte universitaire de Garp.

### L'importance deGarp
Garp transforme John Irving, obscur écrivain universitaire, en un romancier connu de tous, garantissant un best-seller pour toutes ses publications ultérieures. Garp est suivi de L'Hôtel New Hampshire (1981) qui est relativement mal accueilli par la critique. Comme pour Garp, un film est rapidement adapté au cinéma, réalisé par Tony Richardson avec à l’affiche Jodie Foster, Rob Lowe et Beau Bridges.
En 1985, il publie L'Œuvre de Dieu, la Part du Diable, une épopée surprenante, centrée sur un orphelinat du Maine. Le roman explore sans détour le sujet controversé de l’avortement et est certainement le meilleur exemple de l’influence de Charles Dickens sur l’œuvre de John Irving. Il poursuit en 1989 avec Une prière pour Owen, une autre épopée d’une famille de la Nouvelle-Angleterre autour du thème de la dévotion. Encore une fois, l’action prend place dans un pensionnat de Nouvelle-Angleterre, John Irving puisant son inspiration pour ses personnages dans ses influences habituelles, notamment Le Tambour de Günter Grass, La Lettre écarlate de Nathaniel Hawthorne, et dans l’œuvre de Dickens. Pour la première fois, John Irving s’intéresse aux conséquences de la guerre du Viêt Nam – particulièrement à la conscription, John Irving ayant échappé à l’appel pour le Viêt Nam à la suite de la naissance de son premier fils. Owen Meany devient la meilleure vente de John Irving depuis Garp, et est aujourd’hui fréquemment présent dans les listes de lecture des étudiants américains.

### Plus récemment
John Irving revient chez Random House pour son livre suivant, Un enfant de la balle (1994). Sans doute son livre le plus compliqué et difficile, qui lui vaut le rejet de la critique mais un nouveau succès d’édition, comme le sera La Quatrième Main publié en 2001. Entre ces deux romans, Une veuve de papier (1998) sera beaucoup mieux accueilli par la critique. Son roman Until I Find You a été publié en juillet 2005. Il a été traduit en français sous le titre Je te retrouverai.
En juin 2005, The New York Times publie un article qui révèle que son dernier roman contient deux éléments de sa vie privée qu’il n’avait pas dévoilés jusque-là : un abus sexuel, commis lorsqu'il avait 11 ans par une femme plus âgée, et l’arrivée récente dans sa vie de son père biologique.
En 1999, après presque dix ans d’écriture, le scénario de John Irving pour L'Œuvre de Dieu, la Part du Diable aboutit à un film réalisé par Lasse Hallström et mettant en scène Michael Caine, Tobey Maguire, Charlize Theron, et Delroy Lindo. John Irving y fait également une apparition dans le rôle d’un chef de gare. En 2004, Une veuve de papier est porté à l’écran sous le nom Lignes de vie (The Door in the Floor), avec Jeff Bridges et Kim Basinger.
La publication du Monde selon Garp ayant assuré sa fortune personnelle, John Irving a pu se concentrer uniquement à l’écriture de ses fictions comme à une vocation, acceptant de temps à autre des postes d’enseignement et de lutteur à travers l’équipe universitaire de son fils. En plus de ses romans, il a également publié Trying to Save Piggy Sneed (1993), un recueil comprenant une brève biographie et quelques nouvelles non publiées, Mon cinéma (2003), son compte-rendu du long processus menant à l’élaboration du scénario de L'Œuvre de Dieu, la Part du Diable et enfin Le Bruit de quelqu'un qui essaie de ne pas faire de bruit (2004), un livre illustré pour enfants.
En 2009, il publie Dernière nuit à Twisted River. Il y raconte l'histoire d'une relation entre un père et son fils tout au long de plus d'un demi-siècle de vie, une vue émaillée par les tourments, l'aventure, et la violence.
En 2012, il publie À moi seul bien des personnages, roman sur l'identité sexuelle.
Aujourd’hui, il partage son temps entre ses résidences dans le Vermont, à Toronto, et New York.

## Thèmes récurrents
- Si vous ne connaissez pas le sujet, laissez ce bandeau (vous pouvez alors contacter les auteurs).
- Si vous supprimez le contenu mis en cause (vous pouvez préalablement contacter les auteurs),

argumentez précisément cette suppression dans la page de discussion
(un manque de référence n'est pas un argument ; une recherche réelle de référence doit avoir été effectuée, être formellement documentée).
Un certain nombre de thèmes récurrents traversent l'œuvre d'Irving, parmi lesquels la Nouvelle-Angleterre, les prostituées, la lutte, Vienne, l'Iowa, les ours, les accidents mortels , les motos ou les relations sexuelles entre adolescents et femmes plus âgées, et thème crucial entre tous : le viol.
Il n'est pas rare que l'un des (ou les) parents d'un des personnages principaux soit absent ou inconnu ou encore que l'un des personnages principaux travaille dans l'industrie du cinéma d'une manière ou d'une autre. Il est question de parties du corps sectionnées dans plusieurs romans (langue, doigt, pénis, autres). Plusieurs romans ont un personnage qui est écrivain.
| Roman                              | Nouvelle-Angleterre | Prostituées | Lutte | Vienne | Ours | Accident mortel | Parent absent | Cinéma | Jeune homme / femme adulte |
| ---------------------------------- | ------------------- | ----------- | ----- | ------ | ---- | --------------- | ------------- | ------ | -------------------------- |
| Liberté pour les ours !            |                     |             |       | ✔️     | ✔️   | ✔️              |               |        |                            |
| L'Épopée du buveur d'eau           | ✔️                  | ✔️          | ✔️    | ✔️     | ✔️   |                 |               | ✔️     |                            |
| Un mariage poids moyen             | ✔️                  |             | ✔️    | ✔️     |      |                 | ✔️            |        | ✔️                         |
| Le Monde selon Garp                | ✔️                  | ✔️          | ✔️    | ✔️     | ✔️   | ✔️              | ✔️            | ✔️     | ✔️                         |
| L'Hôtel New Hampshire              | ✔️                  | ✔️          | ✔️    | ✔️     | ✔️   | ✔️              | ✔️            | ✔️     | ✔️                         |
| L'Œuvre de Dieu, la Part du Diable | ✔️                  | ✔️          |       |        | ✔️   | ✔️              | ✔️            | ✔️     | ✔️                         |
| Une prière pour Owen               | ✔️                  | ✔️          |       |        |      | ✔️              | ✔️            |        |                            |
| Un enfant de la balle              |                     | ✔️          |       | ✔️     |      |                 |               | ✔️     | ✔️                         |
| Une veuve de papier                | ✔️                  | ✔️          |       |        |      | ✔️              | ✔️            |        | ✔️                         |
| La Quatrième Main                  | ✔️                  |             |       |        |      | ✔️              | ✔️            |        | ✔️                         |
| Je te retrouverai                  | ✔️                  | ✔️          | ✔️    | ✔️     |      | ✔️              | ✔️            | ✔️     | ✔️                         |
| Dernière nuit à Twisted River      | ✔️                  |             | ✔️    |        | ✔️   | ✔️              | ✔️            | ✔️     | ✔️                         |
| À moi seul bien des personnages    | ✔️                  |             | ✔️    | ✔️     | ✔️   | ✔️              | ✔️            | ✔️     | ✔️                         |
| Avenue des mystères                |                     | ✔️          |       |        |      | ✔️              | ✔️            |        | ✔️                         |

## Œuvres
- Liberté pour les ours !, Seuil, 1991 ((en) Setting Free the Bears, 1968)[4]
- L'Épopée du buveur d'eau, Seuil, 1988 ((en) The Water-Method Man, 1972)
- Un mariage poids moyen, Seuil, 1984 ((en) The 158-Pound Marriage, 1974)
- Le Monde selon Garp, Seuil, 1980 ((en) The World According to Garp, 1978)
- L'Hôtel New Hampshire, Seuil, 1982 ((en) The Hotel New Hampshire, 1981)
- L'Œuvre de Dieu, la Part du Diable, Seuil, 1986 ((en) The Cider House Rules, 1985)
- Une prière pour Owen, Seuil, 1989 ((en) A Prayer for Owen Meany, 1989)
- (fr) Les Rêves des autres, Seuil, 1993
- Un enfant de la balle, Seuil, 1998 ((en) A Son of the Circus, 1994)[5]
- La Petite Amie imaginaire, Seuil, 1996 ((en) The Imaginary Girlfriend, 1995)
- (en) Trying to Save Piggy Sneed, 1996En partie traduit en français sous le titre Les Rêves des autres[6].
- Une veuve de papier, Seuil, 1999 ((en) A Widow for One Year, 1998)[7]
- Mon cinéma, Seuil, 2003 ((en) My movie Business, 1999)
- L'Œuvre de Dieu, la Part du Diable (scénario), Éditions Points, 2000 ((en) The Cider House Rules: A Screenplay, 1999)
- La Quatrième Main ((en) The Fourth Hand, 2001)[8]
- Le Bruit de quelqu'un qui essaie de ne pas faire de bruit, Seuil, 2005 ((en) A Sound Like Someone Trying Not to Make a Sound, 2004)
- Je te retrouverai, Seuil, 2006 ((en) Until I Find You, 2005)
- Dernière nuit à Twisted River, Seuil, 2011 ((en) Last Night In Twisted River, 2009)[9]
- À moi seul bien des personnages, Seuil, 2013 ((en) In One Person, 2012)[9]
- Avenue des mystères, Seuil, 2016 ((en) Avenue of Mysteries, 2015)
- Les Fantômes de l'hôtel Jérôme, Seuil, 2024 ((en) The Last Chairlift, 2022)
- (en) Queen Esther, 2025